# Antidosis
Antidosis (altgriechisch ἀντίδοσις, wörtlich Gegengabe, Tausch) war ein Rechtsbehelf des attischen Rechtssystems gegen die Heranziehung zu Leistungen.

## Antrag auf Vermögenstausch
Die Verpflichtung zu einer Leiturgie (λειτουργία, leiturgia) wie der Durchführung der alljährlichen Theateraufführungen oder dem Bau von Kriegsschiffen ergab sich aus Listen der vermögendsten Mitglieder einer deme, die aufgrund von Vermögensangaben erstellt wurden. Ein Bürger, der zu einer Liturgie herangezogen werden sollte, hatte die Möglichkeit, einen anderen zu benennen, der reicher und für die ehrenvolle, aber belastende Aufgabe geeigneter sei. Wenn der Benannte einräumte, reicher zu sein, hatte er die Liturgie zu übernehmen. Machte er jedoch geltend, ärmer zu sein, konnte der, der ihn benannt hatte, einen Gerichtsentscheid erzwingen, dass beide ihre gesamten Vermögen austauschten; er als neuer Inhaber des als größer angesehenen Vermögens musste dann die Liturgie erfüllen.
Dieser Vermögenstausch, der Antidosis genannt wurde und auf ein Gesetz Solons zurückgehen soll, stellte demnach ein feinsinniges Instrument dar, mit dem der Argwohn der Reichen eher gegen andere Reiche als gegen den Staat gerichtet wurde.
Obwohl einige Antidosis-Herausforderungen überliefert sind, ist kein Fall belegt, in dem der Tausch tatsächlich durchgeführt wurde.

## Isokrates, Antidosis-Rede
Die Antidosis-Rede des Isokrates (Περὶ τῆς ἀντιδόσεως) ist eine nicht gehaltene, fiktive Gerichtsrede, die der Redner 354/353 v. Chr. verfasste, ein autobiographisches Alterswerk, in dem Isokrates gegen die Anklage wegen seines verderblichen Einflusses auf die Jugend sein Leben, seinen – nach seiner Ansicht häufig verkannten – Charakter und die Grundlagen seines Bildungskonzepts der athenischen Öffentlichkeit in lobpreisenden Tönen ausführlich darstellt. Durch ihren autobiographisch-historischen Wert ist die Rede ein interessantes Dokument der Literatur des 4. Jh. v. Chr.